# Catedral de la Inmaculada Concepción (Hong Kong)
La Catedral de la Inmaculada Concepción (en chino simplificado, 聖母無原罪主教座堂) es una iglesia de finales del siglo XIX, que sirve como catedral de la diócesis católica de Hong Kong al sur de China. Es la sede del obispo diocesano, actualmente el cardenal Stephen Chow Sau-yan. La catedral es una de las dos existentes en el territorio de Hong Kong, siendo la otra la Catedral Anglicana de San Juan. Está abierta todos los días. Se trata de un edificio de Grado I de tipo Histórico.
La primera catedral católica de Hong Kong fue construida en 1843 en el cruce de la calle Pottinger y la calle Wellington y fue destruida en un incendio en 1859. La catedral fue reconstruida, pero fue seleccionado un sitio diferente.